# Indy Racing 2000
Indy Racing 2000 es un juego de carreras para Nintendo 64 que se lanzó en 2000. El juego se basa en la 1999 Indy Racing League y compite en un campo de 20 autos. Los modos de juego del juego incluyen carrera individual, campeonato, dos jugadores y copa de oro. Hay 9 pistas y 11 carreras. El modo Gold Cup le permite al jugador competir con autos Midget, autos de velocidad, autos de Fórmula y autos Indy en pistas ficticias (todas menos 1 son autódromos).

## Características
- Personalización del automóvil, incluida la transmisión, la presión de los neumáticos y el ajuste de la relación de transmisión.
- Carreras diurnas y nocturnas.
- Todas las sedes oficiales de IRL.
- Licencia completa de la Indy Racing League.
- 20 conductores y sus vehículos con base en la temporada 1999.
- Modos de Carrera Individual, Práctica, Competición y Campeonato.
- Seguimiento completo de estadísticas.
- Paradas en boxes automatizadas en modo arcade frente a control total en modo de simulación.
- Carreras de pantalla dividida para dos jugadores.
- Coches Sprint, midget y F2000 disponibles en el juego.
- Ocho campos ovalados.
- Múltiples ángulos de cámara durante la carrera y las repeticiones.
- Equipos de boxes animados.
- La pantalla de visualización frontal incluye medidor de tiro.

## Lista de pilotos y equipos
| Piloto                | Equipo                 |
| --------------------- | ---------------------- |
| Buddy Lazier          | Hemelgarn Racing       |
| Johnny Unser          | Hemelgarn Racing       |
| Robby Unser           | Team Pelfrey           |
| Davey Hamilton        | Barnhart Motorsports   |
| Sam Schmidt           | Treadway Racing        |
| Scott Sharp           | Kelley Racing          |
| Mark Dismore          | Kelley Racing          |
| Buzz Calkins          | Bradley Motorsports    |
| Kenny Bräck           | A. J. Foyt Enterprises |
| Robbie Buhl           | A. J. Foyt Enterprises |
| Billy Boat            | A. J. Foyt Enterprises |
| Tyce Carlson          | Blueprint-Immke Racing |
| Roberto Guerrero      | Cobb Racing            |
| Jeff Ward             | Pagan Racing           |
| Stéphan Grégoire      | Dick Simon Racing      |
| Robby McGehee         | Conti Racing           |
| John Hollansworth Jr. | Team Xtreme            |
| Scott Goodyear        | Panther Racing         |
| Greg Ray              | Team Menard            |
| Eddie Cheever         | Team Cheever           |

## Pistas
- Orlando
- Phoenix
- Charlotte
- Indianápolis
- Texas
- Pikes Peak
- Atlanta
- Dover
- Las Vegas

## Recepción
El juego recibió reseñas "promedio" de acuerdo con el sitio web Review aggregator GameRankings.